# Cryptocephalus
Cryptocephalus — рід жуків з родини листоїдів. Один з найбільших родів твердокрилих і тварин загалом, містить понад 1500 видів, поширених переважно в Палеарктиці.
Антени ниткоподібні. Основа передньоспинки без облямівки, з двома виїмками. Щиток помітний. Передні тазики розділені відростком середньогрудей.
Дуже багатий видами рід, який налічує понад 1500 видів, а за іншими даними — до 1800 видів. Систематика роду не розроблена, базується переважно на зовнішніх морфологічних ознаках.
Рід поділяють на 10 підродів:
- Cryptocephalus Geoffroy, 1762, типовий вид Chrysomela sericea Linnaeus, 1758
- Anteriscus Weise, 1906, типовий вид Cryptocephalus ertli Weise, 1906:40.
- Asionus Lopatin, 1988, типовий вид Cryptocephalus flavicollis Fabricius, 1781
- Bertiellus Lopatin, 1977, типовий вид Cryptocephalus umarovi Lopatin, 1969
- Burlinius Lopatin, 1965, типовий вид Chrysomela fulva Goeze, 1777
- Cerodens Burlini, 1969, типовий вид Cryptocephalus emiliae Burlini, 1956
- Disopus Chevrolat, 1837, типовий вид Chrysomela pini Linnaeus
- Homalopus Chevrolat, 1837, типовий вид Cryptocephalus loreyi Solier, 1836
- Lamellosus Tomov, 1979:, типовий вид Cryptocephalus angorensis Pic, 1908
- Protophysus Chevrolat, 1837, типовий вид Cryptocephalus lobatus, Fabricius, 1792

Утім більшість підродів створені для палеарктичних видів. Тому різні дослідники також виділяють окремі групи видів чи комплекси видів.
Станом на 2002 рік було описано 472 види з Афротропічної області, з яких 109 з Мадагаскару. У Австралії було виявлено 83 види. У Неарктичній області описано 108 видів роду, а в Неотропічній — 324. В Індомалайській області виявлено 227 видів. Найбільше на 2002 рік було відомо палеарктичних видів — 452, 208 з яких у Європі. Проте лише в період 2001—2011 років було описано 27 нових видів роду.